# Luftschraube (Leonardo da Vinci)

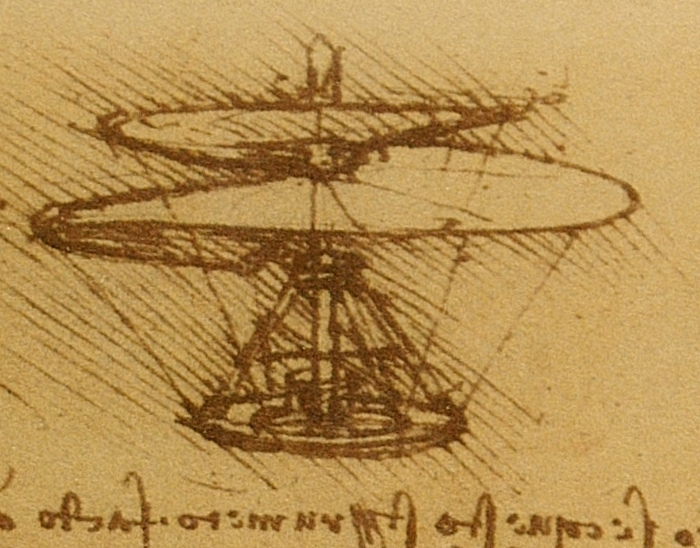
Die Luftschraube, Detail

Die Luftschraube ist ein von Leonardo da Vinci um 1487 bis 1490 in den sogenannten Pariser Manuskripten (Manuskript B, Folio 83v) skizziertes Fluggerät. Das Originalmanuskript befindet sich heute im Bestand des Institut de France in Paris.
Leonardo da Vinci nannte seine Erfindung „Helix Pteron“ (von altgriechisch έλιξ, helix = Wendel, und πτερόν, pteron = Flügel). Es wendet damit bereits die Prinzipien des Hubschraubers an.
Das Prinzip des Auftriebs in Wendelform war vor Leonardo bereits den Chinesen bekannt, die es schon vor 2500 Jahren im Spielzeug „Fliegender Kreisel“ genutzt hatten.

## Aufbau
Auf einer kreisförmigen Plattform steht in der Mitte eine runde Stange. Sie wird von drei Seiten durch schräge Träger aus Schilfholz abgestützt, an deren oberen Enden ein Rundholz sitzt, das in der Mitte ein rundes Loch für die Stange hat. Die Wendel aus Leinentuch, mit einem Durchmesser von rund fünf Metern, wird durch Eisendrähte mit einem Ring verbunden, der sich um die Plattform dreht. Angetrieben wird die Schraube durch vier auf der Plattform stehende Personen, die im Kreis laufen.

## Funktionstüchtigkeit
Leonardos Erfindung konnte nicht verwirklicht werden, weil ihm ein angemessen leichtes, stabiles Material und ein starker Antrieb fehlte, der leistungsfähig genug war, größere Massen in die Luft zu heben. Es dauerte noch etwa 450 Jahre, bis der erste wirkliche Hubschrauber entwickelt war. Allerdings war ein Teilaspekt des Auftriebprinzips entdeckt.
Richtig war sein Satz: „Wenn dieses Instrument in Schraubenform gut gemacht ist, d. h. aus Leinentuch und seine Poren mit Kleister verstopft, und wenn man es dazu bringt, sich schnell zu drehen, so stellt sich heraus, dass diese Schraube in der Luft als Flügel wirkt und sehr hoch steigt.“

## Siehe auch

Modelle der Luftschraube
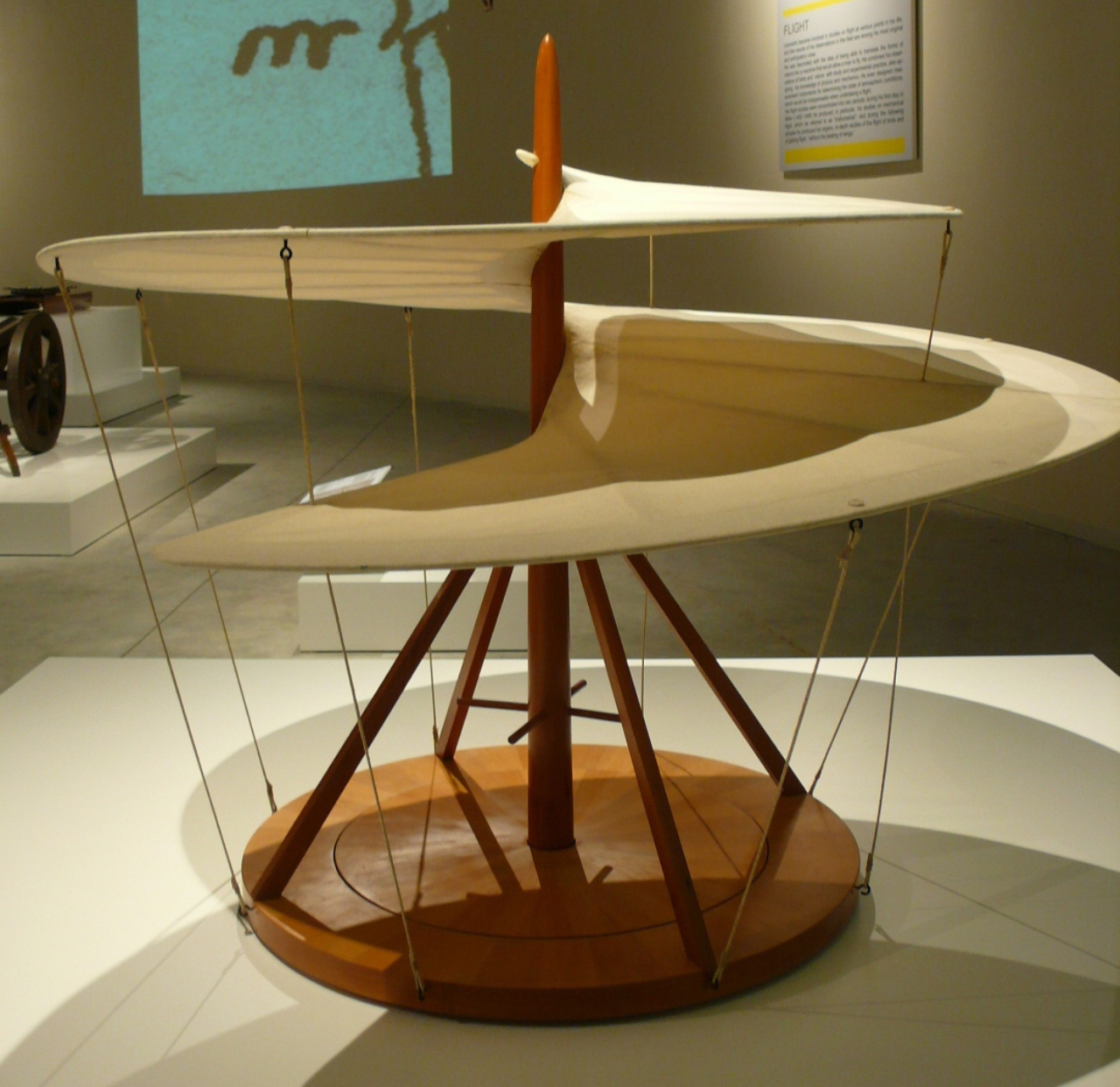
Modell im Museo nazionale della scienza e della tecnologia, Mailand
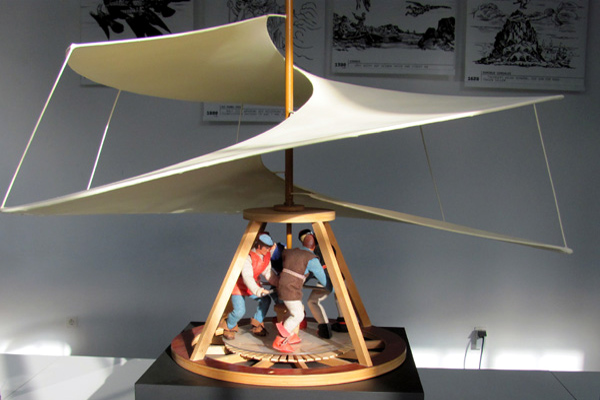
Modell der Luftschraube im Hubschraubermuseum Bückeburg
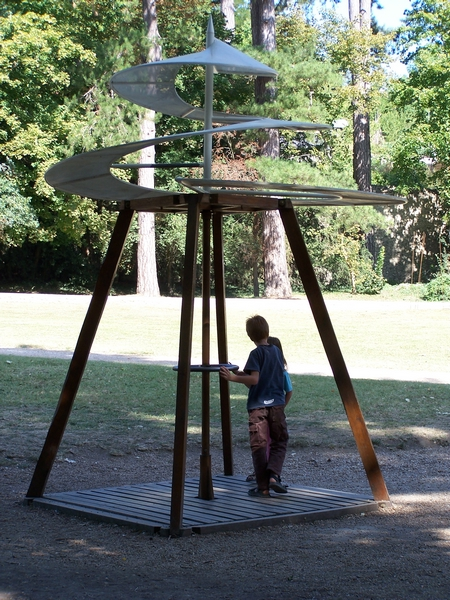
Modell einer Luftschraube im Schloss Clos Lucé, Frankreich
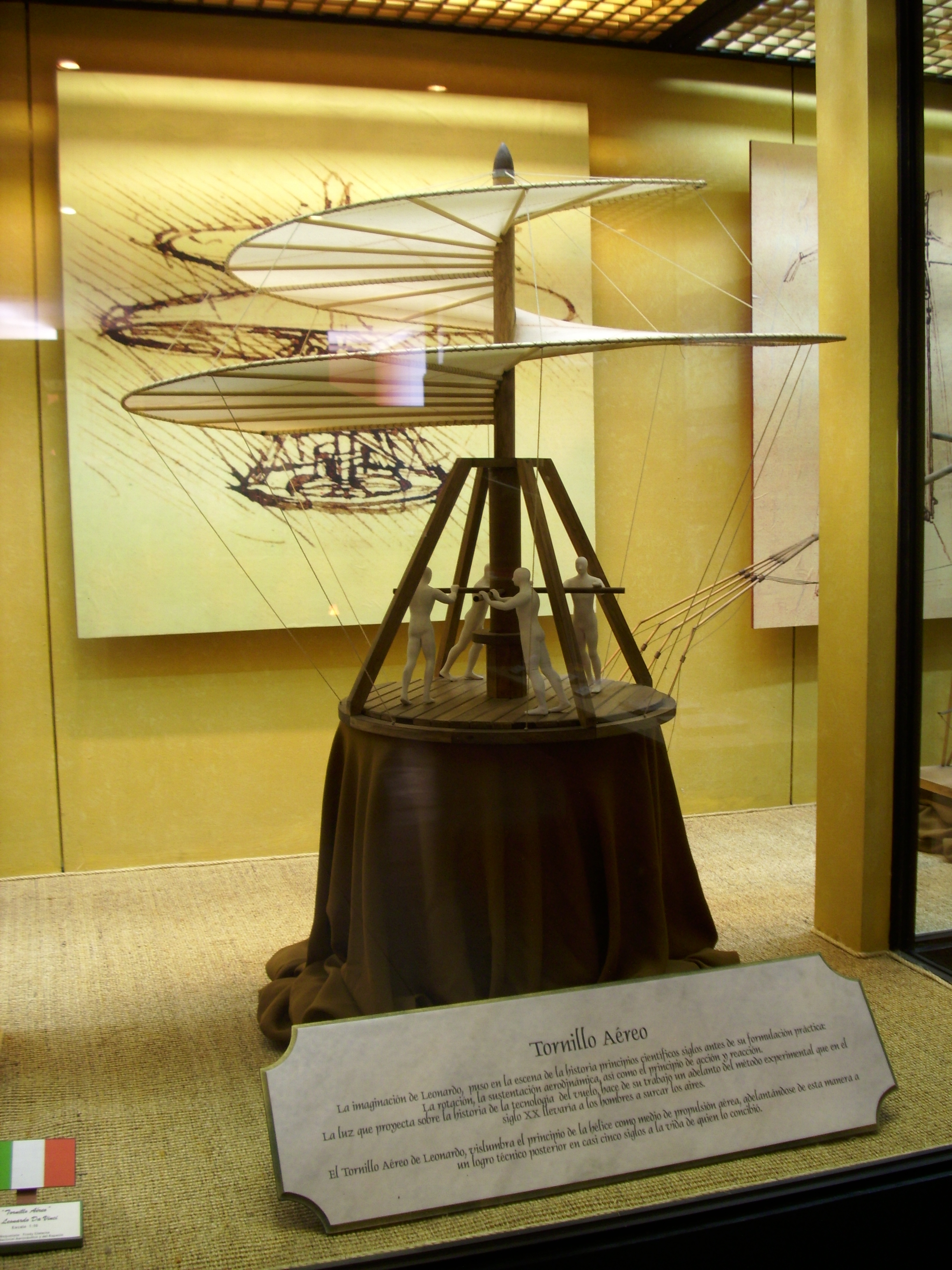
Modell im Museo Nacional Aeronáutico, Santiago de Chile